# Arogalea
Arogalea là một chi bướm đêm thuộc họ Gelechiidae.